# WTA Bayonne 1992
Il  WTA Bayonne 1992 è stato un torneo di tennis giocato sul cemento indoor. È stata la 4ª edizione del torneo, che fa parte della categoria Tier IV nell'ambito del WTA Tour 1992. Si è giocato a Bayonne in Francia dal 21 al 27 settembre 1992.

## Campionesse

### Singolare
Manuela Maleeva-Fragniere ha battuto in finale  Nathalie Tauziat con il punteggio di 6–7, 6–2, 6–3

### Doppio
Linda Ferrando /  Petra Langrová hanno battuto in finale  Claudia Kohde Kilsch /  Stephanie Rehe con il punteggio di 1–6, 6–3, 6–4